# 公学

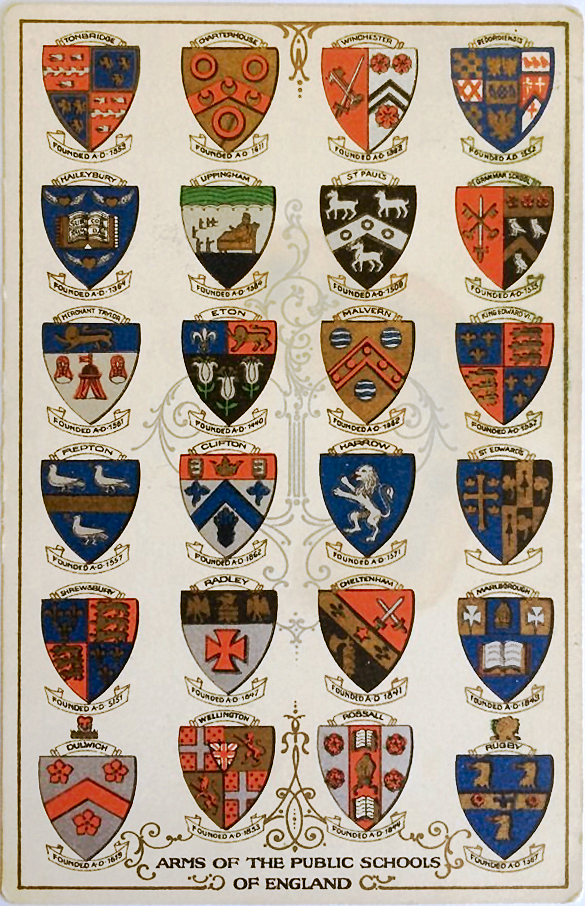
1911年，一張明信片上24所英格兰公學的徽章。由高至低（左至右）：

- 1. 湯布里奇公學
- 查特豪斯公學
- 温切斯特公学
- 贝德弗得学校

- 2. 黑利伯瑞学院（英语：Haileybury and Imperial Service College）
- 阿宾汉姆学校
- 倫敦聖保羅中學
- 曼彻斯特文理中学（英语：Manchester Grammar School）

- 3. 麦钱特泰勒斯学校（英语：Merchant Taylors' School, Northwood）
- 伊顿公学
- 墨尔文学院
- 伯明翰爱德华国王中学（英语：King Edward VI School）

- 4. 莱普顿学校
- 克利弗顿学院
- 哈羅公學
- 圣爱德华中学

- 5. 什鲁斯伯里学校
- 拉德利公學
- 切尔滕纳姆学院
- 马尔巴罗公学（英语：Marlboro College）

- 6. 德威学院
- 威灵顿公学
- 羅塞爾學校
- 拉格比公學

公學（英語：Public school），是指位於英格兰、威爾士的一種自費獨立學校。「公學」最早期的確是公立學校的意思，它們是英國在文藝復興時期公共教育的一部份。公學主要由宗教人士或皇室成員創立，作為贫穷人家或平民的子弟提供教育的场所，如温切斯特公学、伊顿公学，最早期都是為平民提供免費教育的，惟直到18世纪後，這些公學都逐渐贵族化，並開始收費，學校的辦學性質已經和「公學」這個名稱原先的意思没有多少關係，但英國人傳統上依然習慣稱之為「公學」。在1861年，公學主要有9所，它們分別是查特豪斯、伊顿、哈羅、麦钱特泰勒斯、拉格比、圣保罗、什鲁斯伯里、西敏、温切斯特。1902年，英國政府年鑑列出102所公學，並把這些公學分成5個等級。現時，公學成為了英國精英教育的象徵，在英國的教育制度中有着崇高地位。

## 歷史
最早出现的公学是十四世纪时创立的温切斯特公学，之后英王亨利六世又于1440年创立了伊顿公学。
在维多利亚时期公学的发展是最快的，但也出现很多问题。例如当时的公学有着學長學弟制，以高年级学生管理低年级学生，这种制度造成了很多学生间的對立，引起许多人的爭議；此外当时的公学也允许学校动用比较残酷的刑罚，例如鞭刑来惩罚学生。不过这些措施已经逐渐放宽或取消。
公共學校有數個引人入勝的特點。首先，這些學校的課程和其他學校的分別在於他們重視培育學生的德行和體格。自從1850年代開始 ，公共學校逐漸重視體育和團體活動，他們會定期組織眾會，甚至定期舉行曲棍球和足球比賽等，成爲他們學習生活的主要部份。這些活動有助培育他們的交際能力，甚至爭勝的決心。這是由於這些活動的目的不但在於培養感情，還藉此培育學生的團隊精神、忠貞、挫敗感、以及自力更新，爲他們準備未來的挑戰。因此，足球在這些學校十分流行。
其他運動亦在校內十分流行。這種現象可借用 1894 茅堡洛學院的口號來形容：「英式橄欖球、曲棍球、板球、壁手球、壁球一一我們生活的中心。」這些活動不但強化他們的爭勝決心，同時建立他們對階級的認受性，因爲這些活動像特意爲他們而設。例如他們不會和低下階層的學校比賽，因爲這會有失他們的身份。1860年代英國足球協會（Football Association）誕生，並改革當時足球的遊戲規則。其中一項是把足球的形式由「可以用手或兩足運球」改爲「只可用兩足」；同時規定不論貧富，亦可一起比賽。這項改革立即遭到公共學校的學生反對，因爲一方面他們希望保留傳統的遊戲規則，另一方面他們不希望和工人階級的隊伍對壘。結果足球和橄欖球分拆成兩種運動，而橄欖球變成一種富有人士的運動。
這點對於維多利亞時期的家長十分具有吸引力。他們願意把子女送進公共學校讀書，正是由於公共學校培育學童團體精神，同時改善他們的言行舉止。其次，不論哪一所公共學校，校方都要求學生嚴守紀律。其中一個原因是維多利亞時期的價値觀極度強調紀律，尤其是中產階層。 學校內有一套不成文規定，列明學生該做些甚麼，避免學生有失身份。同時不僅老師有權懲罰學生，較年長的學生亦可懲罰後輩。
不同的公学都拥有自己特殊的传统，包括特殊的体育活动（如橄榄球运动其实最早就是拉格比学校的一项体育活动）和方言等。此外他们也有特别的制服，如伊顿公学和基督公學的制服就是与众不同的，而基督公學的藍袍校服 (Blue Coat) 更有超過400年的歷史。
公学的学生大多住校，而且一般从11岁就进入学校学习，7年后毕业。要进入这些公学除了需要能够负担昂贵的学费外，学生也必须在学术方面表现优异。此外拥有良好的社会关系也是很重要的：公学一般会优先录取那些父母或亲属曾经就读过这些学校的学生。

## 公學概況

### 學校名聲
伊頓公學被描述為全球最著名的公學，學校被譽稱為「培育英國政治家的搖籃」。
伊頓公學教育英國和外國貴族眾多世代，近年來並培養英國王室的直系繼承人：威廉王子和他弟弟哈里王子。這作法不同於過去的王室教育，王室以往的傳統是男性繼承人在海軍學院或戈登斯學校 (Gordonstoun School) 受教育，或由私聘的導師教導。
《好學校指南》 (The Good Schools Guide) 稱這所學校為「第一名的男子公學，教學和設施是首屈一指的」。伊頓公學也是G30學校集團（the G30 Schools Group）的成員。
今天的伊頓公學的人數規模比其歷史上任何時間都要來得大。1678 年，公學有 207 個男孩。18世紀後期，大約有300個，而目前總數已上升到1300多人。

### 財務支持
伊頓公學約有 20% 學生接受財務支持，獲得一系列助學金和獎學金。校長托尼•利特爾 (Tony Little) 表示，伊頓公學制訂計畫，讓任何男孩都有機會上公學，無論其父母的收入如何。他在 2011 年表示，約有 250 名男孩從學校獲得重大的財務幫助。 2014 年初，有 263 名學生獲得大約 60% 的學費援助，另外有 63 名學生接受免費教育。利特爾校長表示，短期內將確保每年約有320名學生獲得助學金，70名學生可接受免費教育，以讓財務援助的學生人數可繼續增加。

### 近年的變化
進入新的時代，公學許多傳統已不再適用，例如：出生入學登記，體罰學生和擔任僕役勞務的傳統已成過去，而且學術標準也相對提高。到 1990 年代中期，伊頓公學畢業生在進入牛津大學和劍橋大學的人數，名列英國前三名。
但入學新生來自前伊頓校友家庭下一代的比例急劇下降，從 1960 年的 60% 降到 2016 年的 20%。其原因有幾個：過去伊頓畢業生的下一代可在出生時登記入學，因為這項措施的取消，特殊入學管道不再。另因為學校對學業成績更加重視，入學考試變得更加艱深，入學更需憑藉實力。此外，學校的學費急劇上漲，超出許多英國家庭的承受能力，打消一些伊頓校友家庭的期待。隨著本國學生比例的降低，來自國際富有家庭子弟的申請則相對增加。 

## 舉隅

### 《公学年鉴》
1886年的《公学年鉴》列出了25所公学：
- 贝德弗得学校（Bedford School）
- 布莱菲尔德公学（Bradfield College）
- 布莱顿公学（Brighton College）
- 切特豪斯学校（Charterhouse School）
- 切尔滕纳姆学院（Cheltenham College）
- 基督公學（Christ's Hospital School）
- 克利弗顿学院（Clifton College）
- 多佛学院（Dover College）
- 德威学院（Dulwich College）
- 伊顿公学（Eton College）
- 黑利伯瑞学院（英语：Haileybury and Imperial Service College）（Haileybury College）
- 哈羅公學（Harrow School）
- 蘭西学院（Lancing College）
- 墨尔文学院 ( Malvern College )
- 马尔巴罗公学（英语：Marlboro College）（Malborough College）
- 拉德利公學（Radley College）
- 莱普顿学校（Repton School）
- 罗萨尔学校（Rossall School）
- 拉格比学校（Rugby School）
- 谢伯恩学校（Sherborne School）
- 什鲁斯伯里学校（Shrewsbury School）
- 湯布里奇公學 (Tonbridge School)
- 阿宾汉姆学校（Uppingham School）
- 威灵顿公学（Wellington College）
- 西敏公學（Westminster School）
- 温切斯特公学（Winchester College）